# لاگاو، ارتزگبیرگه
شهر لاگاو/ارتزگبیرگه (به آلمانی: Lugau/Erzgeb.) در ایالت زاکسن در کشور آلمان واقع شده‌است.